# Réseau routier des Hauts-de-Seine
Cet article présente l'histoire, les caractéristiques et les événements significatifs ayant marqué le réseau routier du département des Hauts-de-Seine en France.
Au 31 décembre 2017, la longueur totale du réseau routier du département des Hauts-de-Seine est de 1 832 kilomètres, se répartissant en 37 kilomètres d'autoroutes, 19 kilomètres de routes nationales, 332 kilomètres de routes départementales et 1 444 kilomètres de voies communales.

## Histoire

### Vingtième siècle
Avant le 1er janvier 1968, les communes du département des Hauts-de-Seine étaient intégrées au département de la Seine.

#### Réforme de 1930
Devant l'état très dégradé du réseau routier au lendemain de la Première Guerre mondiale et l'explosion de l'industrie automobile, l'État, constatant l'incapacité des collectivités territoriales à remettre en état le réseau routier pour répondre aux attentes des usagers, décide d'en prendre en charge une partie. L'article 146 de la loi de finances du 16 avril 1930 prévoit ainsi le classement d'une longueur de l'ordre de 40 000 kilomètres de routes départementales dans le domaine public routier national. En ce qui concerne le département de la Seine, ce classement devient effectif à la suite du décret du 11 juin 1931.

#### Réforme de 1972
En 1972, un mouvement inverse est décidé par l'État. La loi de finances du 29 décembre 1971 prévoit le transfert dans la voirie départementale de près de 53 000 kilomètres de routes nationales. Le but poursuivi est :
- d'obtenir une meilleure responsabilité entre l'État et les collectivités locales en fonction de l'intérêt économique des différents réseaux,
- de permettre à l'État de concentrer ses efforts sur les principales liaisons d'intérêt national,
- d'accroître les responsabilités des assemblées départementales dans le sens de la décentralisation souhaitée par le gouvernement,
- d'assurer une meilleure gestion et une meilleure programmation de l'ensemble des voies.

Le transfert s'est opéré par vagues et par l'intermédiaire de plusieurs décrets publiés au Journal officiel. Après concertation, la très grande majorité des départements a accepté le transfert qui s'est opéré dès 1972. En ce qui concerne le département des Hauts-de-Seine, le transfert est acté avec un arrêté interministériel publié au journal officiel le 28 décembre 1973.

### Vingt-et-unième siècle

#### Réforme de 2005
Une nouvelle vague de transferts de routes nationales vers les départements intervient avec la loi du 13 août 2004 relative aux libertés et responsabilités locales, un des actes législatifs entrant dans le cadre des actes II de la décentralisation où un grand nombre de compétences de l'État ont été transférées aux collectivités locales. Dans le domaine des transports, certaines parties des routes nationales sont transférées aux départements et, pour une infime partie, aux communes (les routes n'assurant des liaisons d'intérêt départemental).
Le décret en Conseil d’État définissant le domaine routier national prévoit ainsi que l’État conserve la propriété de 8 000 kilomètres d’autoroutes concédées et de 11 800 kilomètres de routes nationales et autoroutes non concédées et qu'il cède aux départements un réseau de 18 000 kilomètres.
Dans le département des Hauts-de-Seine, le transfert est décidé par arrêté préfectoral signé le 14 décembre 2005, aux termes duquel 33 kilomètres de routes nationales sont déclassées. La longueur du réseau routier national dans le département passe ainsi de 55 kilomètres en 2004 à 21 en 2006 pendant que celle du réseau départemental s'accroît de 362 à 399 kilomètres.

## Caractéristiques

### Consistance du réseau
Le réseau routier comprend cinq catégories de voies : les autoroutes et routes nationales appartenant au domaine public routier national et gérées par l'État, les routes départementales appartenant au domaine public routier départemental et gérées par le conseil départemental des Hauts-de-Seine et les voies communales et chemins ruraux appartenant respectivement aux domaines public et privé des communes et gérées par les municipalités. Le linéaire de routes par catégories peut évoluer avec la création de routes nouvelles ou par transferts de domanialité entre catégories par classement ou déclassement, lorsque les fonctionnalités de la route ne correspondent plus à celle attendues d'une route de la catégorie dans laquelle elle est classée. Ces transferts peuvent aussi résulter d'une démarche globale de transfert de compétences d'une collectivité vers une autre.
Au 31 décembre 2011, la longueur totale du réseau routier du département des Hauts-de-Seine est de 1 845 kilomètres, se répartissant en 37 kilomètres d'autoroutes, 22 kilomètres de routes nationales, 370 kilomètres de routes départementales et 1 416 kilomètres de voies communales. 
Il occupe ainsi le 94e rang au niveau national sur les 96 départements métropolitains quant à sa longueur et le 2e quant à sa densité avec 10,5 kilomètres par km2 de territoire.
Trois grandes réformes ont contribué à faire évoluer notablement cette répartition : 1930, 1972 et 2005.
L'évolution du réseau routier entre 2002 et 2017 est présentée dans le tableau ci-après.
|                        | 2002  | 2003  | 2004  | 2005  | 2006  | 2007  | 2008  | 2009  | 2010  | 2011  | 2012  | 2013  | 2014  | 2015  | 2016  | 2017  |
| ---------------------- | ----- | ----- | ----- | ----- | ----- | ----- | ----- | ----- | ----- | ----- | ----- | ----- | ----- | ----- | ----- | ----- |
| Autoroutes             | 32    | 32    | 33    | 35    | 31    | 32    | 32    | 32    | 34    | 37    | 37    | 37    | 37    | 37    | 37    | 37    |
| Routes nationales      | 55    | 55    | 55    | 22    | 21    | 22    | 22    | 22    | 22    | 22    | 20    | 22    | 22    | 22    | 22    | 19    |
| Routes départementales | 389   | 362   | 362   | 362   | 399   | 398   | 398   | 398   | 384   | 370   | 362   | 340   | 339   | 336   | 337   | 332   |
| Voies communales       | 1 366 | 1 366 | 1 367 | 1 378 | 1 382 | 1 384 | 1 384 | 1 386 | 1 416 | 1 416 | 1 429 | 1 436 | 1 436 | 1 435 | 1 444 | 1 444 |
| TOTAL                  | 1 842 | 1 815 | 1 817 | 1 797 | 1 833 | 1 836 | 1 836 | 1 838 | 1 856 | 1 845 | 1 848 | 1 835 | 1 834 | 1 830 | 1 840 | 1 832 |

### Autoroutes
- Autoroute A13 entre Boulogne-Billancourt et Vaucresson
- Autoroute A14 entre La Défense et Nanterre
- Autoroute A15 au Pont de Gennevilliers
- Autoroute A86 d'Antony à Clamart, de Ville-d'Avray à Vaucresson et de Rueil-Malmaison à Villeneuve-la-Garenne

### Routes nationales
- Route nationale 118 entre Sèvres et Meudon
- Route nationale 315 entre l'échangeur A15/A86 et le pont de Gennevilliers

### Routes nationales déclassés
- Route nationale 306a, déclassée en D 406
- Route nationale 307a, déclassée en D 407
- Route nationale 306, déclassée en D 906
- Route nationale 307, déclassée en D 907 (prolongée par la D307 dans le Réseau routier des Yvelines).
- Route nationale 308, déclassée en D 908 (prolongée par la D308 dans le Réseau routier du Val-d'Oise et les Yvelines)
- Route nationale 309, déclassée en D 909 (comme dans le Val-d'Oise où elle porte le même numéro D 909).
- Route nationale 10 (France métropolitaine), déclassée en D 910 (prolongée par la D10 dans les Yvelines)
- Route nationale 310, déclassée en D 911 (prolongée par la D910 dans le Seine-Saint-Denis)
- Route nationale 310a, déclassée en D 912 (prolongée par la D410 dans la Seine-Saint-Denis)
- Route nationale 13 (France), déclassée en D 913 (prolongée par la D113 dans les Yvelines)
- Route nationale 314, déclassée en D 914
- Route nationale 20 (France), déclassée en D 920 (comme dans le Réseau routier du Val-de-Marne où elle porte le même numéro D 920)
- Route nationale 185, déclassée en D 985 (prolongée par la D185 dans les Yvelines)
- Route nationale 186, déclassée en D 986 (précédée et prolongée par la D 186 dans les Yvelines et D86 dans le Val-de-Marne)
- Route nationale 287, déclassée en D 987
- Route nationale 189 (France), déclassée en D 989
- Route nationale 490, déclassée en D 990
- Route nationale 190, déclassée en D 991 (prolongée par la D190 dans les Yvelines)
- Route nationale 192, déclassée en D 992 (prolongée par la D392 dans le Val-d'Oise)

### Routes départementales
- Route départementale 1 de Clichy à Boulogne-Billancourt : continuité de la D1 en provenance de Saint-Denis, quais de Seine rive droite.
- Route départementale 2 de Issy-lès-Moulineaux à Châtenay-Malabry
- Route départementale 3 de Nanterre à Paris (Pont de Suresnes)
- Route départementale 7 de Villeneuve-la-Garenne à Issy-les-Moulineaux : quais de Seine rive gauche.
- Route départementale 11 de la Garenne-Colombes à Gennevilliers
- Route départementale 17 de Gennevilliers à Levallois-Perret
- Route départementale 19 de Paris Porte de Clichy à Gennevilliers
- Route départementale 50 de Boulogne-Billancourt à Montrouge
- Route départementale 60 de Clamart à Bourg-la-Reine
- Route départementale 62 de Malakoff à Montrouge
- Route départementale 63 de Montrouge à Châtenay-Malabry
- Route départementale 67 de Fontenay-aux-Roses à Antony
- Route départementale 68 de Clamart à Cachan (Val-de-Marne)
- Route départementale 68a de D68 à D130 (Commune de Clamart) et de Bagneux à Fontenay-aux-Roses
- Route départementale 72 de Clamart à Châtillon
- Route départementale 74 de Fontenay-aux-Roses à Bourg-la-Reine
- Route départementale 75 de Châtenay-Malabry à Bagneux
- Route départementale 76 de Paris Porte de Sèvres à Issy-les-Moulineaux
- Route départementale 121 d'Antony à Massy (Essonne)
- Route départementale 128 de Paris (environs de la Porte d'Orléans) à Antony
- Route départementale 129A de Châtillon au Petit Clamart
- Route départementale 130 de Paris Porte Brancion à Clamart
- Route départementale 181, dite Pavé des Gardes, d'Issy-les-Moulineaux à Chaville
- Route départementale 406 de Sèvres au Petit Clamart
- Route départementale 407 de Garches à Sèvres
- Route départementale 906 de Montrouge à Clamart (Petit Clamart)
- Route départementale 907 de Boulogne-Billancourt à Vaucresson
- Route départementale 908 de Levallois-Perret à La Garenne-Colombes
- Route départementale 909 de Levallois-Perret à Gennevilliers
- Route départementale 910 de Boulogne-Billancourt à Chaville
- Route départementale 911 de Clichy à Gennevilliers
- Route départementale 912 de Paris Porte de Clichy à Clichy
- Route départementale 913 de Puteaux à Rueil-Malmaison
- Route départementale 914 de Nanterre à la Défense (Courbevoie)
- Route départementale 920 de Montrouge à Antony
- Route départementale 985 de Suresnes à Ville-d'Avray
- Route départementale 986 de Villeneuve-la-Garenne à Nanterre et d'Antony à Clamart (Petit Clamart)
- Route départementale 987 de Meudon au Petit Clamart
- Route départementale 989 à Issy-les-Moulineaux
- Route départementale 990[17] à Nanterre
- Route départementale 991 de Nanterre à Rueil-Malmaison
- Route départementale 992 de Courbevoie à Colombes

## Ouvrages d'art

### Viaduc ou pont
- Viaduc de Gennevilliers
- Viaduc de Saint-Cloud
- Viaduc de Carrières-sur-Seine
- Pont de Gennevilliers
- Pont d'Épinay
- Pont de Levallois
- Pont de Courbevoie
- Pont de Neuilly
- Pont de Puteaux
- Pont de Saint-Cloud
- Pont de Sèvres
- Ponts de Billancourt
- Pont d'Issy
- Pont de Suresnes
- Pont d'Asnières
- Pont de Chatou
- Pont de Bezons
- Pont d'Argenteuil
- Pont de Clichy

### Tunnels
- Tunnel de Nanterre-La Défense sur l'A14.
- Duplex A86
- Tunnel de la Belle Rive sur l'A86
- Tunnel de Saint-Cloud sur l'A13
- Tunnel Ambroise-Paré sur l'A13